# Callidiellum flavosignatus
Callidiellum flavosignatus là một loài bọ cánh cứng trong họ Cerambycidae.